# Weesperkarspel
Weesperkarspel est une ancienne commune néerlandaise de la province de la Hollande-Septentrionale.
La commune était composée des parties orientale et septentrionale du village de Duivendrecht, une partie d'Ankeveen, le village de Driemond; le polder et ancienne commune de Bijlmermeer, ainsi que plusieurs hameaux. En 1840, la commune comptait 172 maisons et 1 147 habitants.
De 1812 à 1817, la commune avait été rattachée à Weesp. Le 1er août 1966, la commune est supprimée et rattachée à Amsterdam. Parties de la commune sont rattachées aux (anciennes) communes de Weesp, 's-Graveland et Naarden.